# Galvarino Melo Páez
Galvarino Melo Páez (Antofagasta, 25 de enero de 1915-Santiago, 8 de febrero de 2007) Fue un operario y político militante del Partido Comunista de Chile, diputado de la República de Chile en dos periodos entre los años 1961 y 1969.

## Biografía
Nació el 25 de enero de 1915 en la oficina salitrera Savona, ubicada en Antofagasta. Hijo de Domingo Melo Henriquez y Rosa Elena Páez. Contrajo matrimonio con Elisa Sepúlveda y fue padre de tres hijos: Rosa Elisa, Tania Verónica y Galvarino Iván. 
Realizó sus estudios en diversas escuelas internacionales del norte del país, además de haber realizado cursos de tornería, ejerciendo dicho oficio en las oficinas de Oficinas salitreras de Humberstone entre 1927 y 1931, además de la Oficina salitrera Chacabuco y Bella Vista el año 1937.
Inició sus actividades políticas al interesarse por las organizaciones gremiales y sindicales, partiendo desde un club deportivo donde fue dirigente deportivo en las ramas de fútbol y ciclismo, para posteriormente ser tesorero del Sindicato "Cemento Melón" en La Calera.
Militó en el Partido Comunista de Chile, siendo electo regidor el año 1941, siendo reelecto en los años 1944 y 1947. Paralelamente fue designado secretario de la Federación Minera en 1946.
Galvarino Melo es uno de los dirigentes del Partido Comunista más recordados en la zona del Carbón, ya que llegó a ésta para la represión del año 1947, productode la Ley Maldita impulsada por Gabriel González Videla. Como secretario de la Federación Minera de Chile, trabajó codo a codo con los dirigentes sindicales para mejorar las condiciones de trabajo y vida de estos trabajadores. Participó y apoyó activamente a los mineros durante la huelga de 96 días del año 1960, donde fue uno de los artífices y colaboradores del traslado de los hijos de los mineros a otras ciudades.
En las Elecciones parlamentarias de Chile de 1961 es electo Diputado para el periodo comprendido entre los años 1961 y 1965, por la Decimoséptima Agrupación Departamental "Concepción, Tomé, Talcahuano, Yumbel y Coronel", siendo reelecto para la misma Agrupación Departamental en las Elecciones parlamentarias de Chile de 1965. Participó en las Comisiones de Asistencia Médico-Social e Higiene; y de Minería e Industrias.
El 23 de noviembre de 1970 es nombrado por el Presidente Salvador Allende, director del Servicio de Seguro Social, institución cuya labor hoy en día está asumida por el Instituto de Previsión Social.
Galvarino Melo Páez fallece un 8 de febrero de 2007 en Santiago.